# SITA (Zwitserland)
SITA (van origine een acroniem voor "Societé Internationale de Télécommunications Aéronautiques") is een multinationaal informatietechnologiebedrijf gespecialiseerd in het leveren van IT-diensten aan de luchtvaartindustrie.
SITA is opgericht in februari 1949 als een samenwerkingsverband van 11 luchtvaartmaatschappijen, voor het leveren van communicatiediensten tussen vliegvelden en innovaties op het gebied van telecommunicatie. Zij waren de pioniers met het uitwisselen van luchtverkeer data in realtime via een packet switched network over geleasede standaard telefoonlijnen.
Elk kantoor, en zelfs elke afdeling van een luchtvaartmaatschappij kreeg een code van 7 letters, en werd wereldwijd bereikbaar via dit netwerk. De code bestaat uit de IATA stad/vliegveldcode, twee letters voor de afdeling, en dan de IATA tweelettercode van de maatschappij. Bijvoorbeeld: AMSDAKL is de president-directeur van KLM, en STODMSK de Vice-president Corporate Finance van SAS in Stockholm.
Vandaag de dag bestaat SITA SC nog steeds als samenwerkingsverband en als leverancier van telecommunicatiediensten.
In 2000 is SITA INC (Information Network Computing) als aparte commerciële entiteit gestart voor het leveren van software-oplossingen en IT-diensten zoals het computerreserveringssysteem Sahara GDS met inmiddels meer dan 640 leden uit de luchtvaartindustrie.
SMG Technologies Inc, opgericht in 1994, met als hoofdkantoor Vancouver, is sinds 2005 onderdeel van SITA INC. SMG levert vluchtbeheer- en prijsbepalingssoftware jFACTS die gebruikt wordt door o.a. Emirates, Singapore Airlines, Midwest Airlines, Lan Chile, Copa en JetBlue.